# Nachtviolen (Kunstlied)

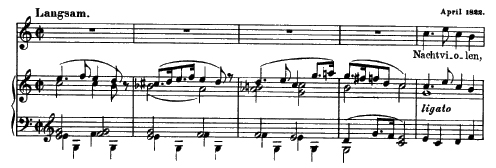
Die ersten fünf Takte in C-Dur

Nachtviolen (D.752) ist der Titel eines Kunstlieds von Franz Schubert für eine Singstimme und Pianoforte. Es handelt sich um ein kurzes Stück, eine Standardaufführung dauert etwa drei Minuten.

## Entstehung
Schubert komponierte das Lied im April 1822, anderen Quellen zufolge im Dezember desselben Jahres nach einem Gedicht seines Freundes Johann Baptist Mayrhofer. Er entfernte jedoch insgesamt drei der fünfzehn Gedichtzeilen und ersetzt einige Worte, wodurch sich nicht nur der Text, sondern auch dessen Aussage merklich veränderte. Ein Blick auf das Original von Mayrhofer zeigt, wie Schubert die Verse für seine Zwecken veränderte.
Die folgende Tabelle zeigt diese Unterschiede. Die wörtlichen Abweichungen sind fett hervorgehoben.
| Schuberts Liedtext                    | Mayrhofers Gedicht                 |
| ------------------------------------- | ---------------------------------- |
| Nachtviolen, Nachtviolen!             | Nachtviolen, Nachtviolen!          |
| Dunkle Augen, seelenvolle,            | Dunkle Augen, seelenvolle,         |
| Selig ist es, sich versenken          | Selig ist es, sich vertiefen       |
| In dem sammtnen Blau.                 | In dem sammtnen Blau.              |
|                                       |                                    |
| Grüne Blätter streben freudig         | Grüne Blätter streben freudig      |
| Euch zu hellen, euch zu schmücken;    | Euch zu hellen, euch zu schmücken; |
| Doch ihr blicket ernst und schweigend | Doch ihr schauet ernst und ahnend  |
| In die laue Frühlingsluft.            | In die laue Sommerluft.            |
|                                       |                                    |
|                                       | Ja, so fesselt ihr den Dichter     |
| Mit erhabnem Wehmutsstrahle           | Mit erhabnem Wehmutsstrahle        |
| Trafet ihr mein treues Herz,          | Trafet ihr sein treues Herz.       |
|                                       |                                    |
| Und nun blüht in stummen Nächten      | Und nun blüht in stummen Nächten   |
| Fort die heilige Verbindung.          | Fort die heilige Verbindung:       |
|                                       | Unaussprechlich, unbegriffen,      |
|                                       | Und die Welt erreicht sie nicht.   |

Während Mayrhofers Gedicht die Beziehung zwischen Subjekt und Objekt sowie die Unfähigkeit der Welt, darauf zu reagieren schildert, interessierte sich Schubert nur für eine Darstellung der reinen Erfahrung.
Im letzten Vers nennt Schubert den „Dichter“ selbst nicht mehr, doch mit dem ganz persönlich apostrophierten „Herz“ – er ändert „sein“ in „mein“ – löscht er die ganze, leicht gestelzt wirkende Wendung. Dadurch wird die Lyrik sehr viel persönlicher, vielleicht aber auch selbstbezogener.
Das Lied steht am Ende der fruchtbaren Zusammenarbeit zwischen Komponist und Dichter, die seit 1815 (Die Freunde von Salamanka, D.326) Bestand hatte. Ab dem Jahr 1821 kam es zu wachsenden Differenzen, die sowohl im Persönlichen lagen wie im Umstand, dass sich Mayrhofer mit der Zensur und der geistigen Repression unter Metternichs Einfluss abzufinden und an diesem System selbst mitzuwirken begann. Inwiefern die von Schubert vorgenommenen Änderungen mit dieser Entfremdung zwischen den Freunden in Zusammenhang stehen, kann nicht nachgewiesen werden. Insgesamt ist Mayrhofer mit siebenundvierzig in Musik gesetzten Gedichten nach Goethe und Müller der wichtigste Librettist Schuberts.

## Veröffentlichung
Das Lied wurde erst 50 Jahre nach Schuberts Tod durch den Herausgeber Eusebius Mandyczewski (1857–1929) im Musikverlag Breitkopf & Härtel im Jahr 1872 unter dem Titel „Franz Schubert's Werke, Serie XX: Sämtliche Lieder und Gesänge, No.403“ publiziert.
Das Lied wurde in C-Dur veröffentlicht, aber nach der Sammlung Witteczek-Spaun wurde es ursprünglich in A-Dur geschrieben. Jedoch ist keine Niederschrift in dieser Tonart erhalten geblieben. Derzeit ist das C-Dur-Autograf geteilt: Eine Seite befindet sich in der Universitätsbibliothek Oslo (Sammlung Udbye, Takte 1–24), die andere in der Österreichischen Nationalbibliothek (Takt 25 bis zum Ende).
Die Nachtviolen fanden auch in anderen Sprachen und Übersetzungen Verbreitung, so zum Beispiel unter dem Titel „Dame's violet“ im Englischen bzw. „Juliennes des dames“ im Französischen.

## Interpretation
In der Romantik wurde die Symbolik zu einem wichtigen Ausdrucksmittel. So steht die blaue Blume von Novalis für Sehnsucht und Liebe. Der Rose wurde Jungfräulichkeit zugeschrieben und sie galt als Sinnbild des weiblichen Herzens. 1821 erschien das Wörterbuch der Blumensprache unter dem Titel "Der Selam des Orients oder die Sprache der Blumen" das vom Berliner Johann Daniel Symanski (1789–1857) herausgegeben wurde. Hier ist über die Nachtviole, rezitiert aus  Wolfgang Adolf Gerles Blumensprache, Folgendes zu lesen:
Nur der heiligen Nacht, wenn leuchten die ewigen Sterne,

Klag’ ich die Liebe. Am Tag ahnet sie keiner in mir.
Sicherlich ist das Nachtviolenlied nicht einfach nur ein Gesang auf eine Blume. Viele Deutungen sind möglich. Der Dirigent Stephen Jackson zieht beispielsweise eine Parallele zu Schuberts Syphiliserkrankung und sieht in den Nachtviolen, die auch als Blumen der Aphrodite gelten ein Bild vergifteter Liebe.
Die in der Farbe zum Teil unauffälligen Nachtviolen – sie tragen den biologischen Namen Hesperis, darunter Hesperis tristis – entfalten ihren süßlich schweren Duft oft erst in den Abendstunden und werden metaphorisch für Treue und Bescheidenheit verwendet. Musik und Lyrik rufen diesen Eindruck gleichermaßen hervor.
Schubert kleidet die Silben des Wortes Nachtviolen in eine einfache harmonische Folge mit Obertönen und erreicht damit ein Gefühl von zärtlicher Intimität. Der Musikwissenschaftler Alfred Einstein nennt das Stück ein „Meisterwerk dunkler [geheimer, vertraulicher] Innigkeit“ (a masterpiece of mysterious intimacy).
Der kleine Tonumfang (es’ - f’’), der sich in der Gesangslinie gefährlich hoch in der Stimmlage bewegt, je nach Transposition Sopran, Alt, Tenor oder Bariton, deutet zusammen mit den wiederholten Motiven auf eine Art Dauerhaftigkeit hin, die durch dick und dünn zu gehen scheint. Mit Beginn der dritten Strophe setzt bei den Worten „und nun blüht in stummen Nächten“ im Klavierpart eine Gegenmelodie ein, welche der Sentimentalität des Eröffnungsthemas entgegensteht. Schubert verzichtet fast ganz auf die Begleitung durch die linke Hand des Pianisten. Erst gegen Ende des Lieds ist im Bassschlüssel eine Begleitung notiert, deren tiefere Resonanzen vielleicht eine Verstärkung der "heiligen Verbindung" darstellen. Die auseinandergehenden Stimm- und Klavierlagen könnten aber auch, wie der englische Pianist und Liedbegleiter Gerald Moore schrieb, ein „Abschiednehmen mit zärtlicher Zurückhaltung“ (a leave-taking made with affectionate reluctance) beschreiben. Diese einfachsten musikalischen Mittel können als Versinnbildlichung von Bescheidenheit und Demut angesehen werden.